# Julius Mayr
Julius Mayr (né le 7 janvier 1855 à Rotthalmünster; † 8 mai 1935 à Brannenburg am Inn) est un médecin de district bavarois, écrivain, biographe du peintre Wilhelm Leibl, et fonctionnaire du Club alpin allemand.

## Biographie
Julius Mayr est le quatrième enfant de Karl Mayr, médecin expert près la Cour de district. Il fréquente l’école primaire à Rotthalmünster (Basse-Bavière) entre 1861 et 1865, puis le lycée des Bénédictins à Kloster Metten entre 1865 et 1869, ensuite le lycée Ludwigs-Gymnasium à Munich entre 1869 et 1873, où il passe le baccalauréat. En 1873 et en 1874 il effectue un service militaire volontaire d'un an.
En 1874 il commence ses études de médecine à l’université de Munich, où il passe son doctorat, en 1879, avec une thèse intitulée Croquis historiques de l'érysipèle, suivi de stages à Vienne, Berlin, Prague et Budapest. Entre 1880 et 1897 il est praticien et ophtalmologue à Rosenheim (Haute-Bavière), médecin d’assurance communal, médecin royal bavarois de la Landwehr (milice), médecin des chemins de fer, médecin d’entreprise de l’usine d’allumettes Hamberger et médecin curiste de Marienbad.
En octobre 1880, il épouse Auguste Hiedl, fille d’un Landrichter (juge de district) à Passau. De cette union sont nées deux filles : Helene (mariée Weller en premières noces, mariée Wohnlich en deuxièmes noces) et Luise (mariée Hundt). Dans les années 1887-1897 et 1907-1912 il présida la section de Rosenheim du Club alpin austro-allemand. C’est dans cette même période qu’il se lia également une amitié entre lui et les peintres Wilhelm Leibl, Johann Sperl et Max Liebermann ainsi qu’avec la famille Steinbeis (chemin de fer à crémaillère Wendelsteinbahn).
- 1890-1891 : Wilhelm Leibl peint les portraits de Julius et d‘Auguste Mayr; le portrait de Julius Mayr est exposé aujourd’hui au musée Georg Schäfer à Schweinfurt; le portrait d’Auguste Mayr à ce jour est introuvable.
- 1894 : inauguration du Brünnsteinhaus, dont Julius Mayr était le père fondateur
- 1898 : inauguration de l’escalade sécurisée « Dr Julius Mayr Weg » allant du Brünnsteinhaus (1 360 m) jusqu’au sommet du Brünnstein (1 634 m)
- 1897-1903 : médecin royal bavarois de district (première classe) à Bogen (Basse-Bavière); après une demande écrite pour le poste vacant, nomination par le prince-régent Luitpold de Bavière
- 1901-1903 : congé d'absence en raison d’une maladie grave de l'œsophage et de l'estomac
- 1er janvier 1904 : mise en retraite anticipée pour cause de santé
- 1901-1935 : il réside à Brannenburg am Inn; la maison a été démolie dans les années 1960.
- Années 1920 / début des années 1930 : relations d’amitié avec Josef Hofmiller, Eduard Stemplinger, le pharmacien Rieder, Ludwig Steub, entre autres
- Vers 1930 : Sigbot von Falkenstein (tragédie en cinq actes ; inédite)
- 1932 : Auguste Mayr décède d’une leucémie et est enterré dans le cimetière de la ville de Rosenheim. Julius Mayr écrit l'essai biographique sous le titre Sie. Eine bürgerliche Frau von Adel (Elle, une roturière pleine de noblesse).

### Médecine
Son expérience dans les spécialités chirurgicales - en tant que médecin près la cour - ainsi qu’ophtalmologiques permettaient au praticien Julius Mayr de faire des laparotomies, d’amputer et de pratiquer la chirurgie du strabisme et de la cataracte. Il était considéré comme un médecin compétent et populaire et ses patients venaient d'une vaste zone géographique. Il faut relever qu’il consacrait beaucoup plus de temps aux visites à domicile – se déplaçant en chariot – qu’aux consultations au sein du cabinet. Les évaluations habituelles effectuées par les chambres de l'Intérieur des gouvernements royaux de Haute et de Basse-Bavière confirmaient son niveau éducatif et médical extraordinaire et par cela son aptitude à accéder à au poste de médecin royal bavarois de district (première classe), fonction pour laquelle Julius Mayr appliquait avec succès. Des diverticules de l’œsophage et la nécessité de s'auto-introduire quotidiennement une sonde et à déverser l'estomac le forçaient à abandonner son activité professionnelle. Il publiait des articles médicaux et tenait des conférences médicales. Ce que lui importait étaient l’application à tout moment de chacune des dernières connaissances médicales et techniques, ainsi que la préservation de l'empathie médicale et « l’art médical ».

### Randonneur, alpiniste et fonctionnaire du Club alpin
Encore durant les années à Rotthalmünster le père réveillait chez le garçon Julius l'amour de la montagne, la randonnée, la nature. À 17 ans, il atteignait déjà le sommet du Großvenediger (3 666 m). Par la suite la ville de Rosenheim et la vallée de l'Inn devenaient le point de départ de « promenades en montagne » dans l'ensemble des Alpes-de-l'Est, dans les contreforts, mais aussi dans les Abruzzes (Gran Sasso d'Italia). Les montagnes n’étaient pas pour lui un endroit pour atteindre l’excellence physique ou sportive, mais des sites d'expérience et d’intériorisation de la création dans toute sa diversité, grandeur et beauté – aussi bien la nature vivante que celle (apparemment) inanimée. En tant que président de la section Rosenheim du Club alpin allemand et autrichien il devint le « père du Brünnsteinhaus », dont il choisissait personnellement l‘emplacement, dont il avançait la construction et l’inauguration duquel, en 1894, il préparait. L'escalade sécurisée allant du Brünnsteinhaus (1 360 m) jusqu'au sommet du Brünnstein (1 634 m), achevée en 1898, porte encore aujourd’hui son nom : « Dr Julius Mayr Weg ».

### Littérature
La biographie de Julius Mayr sur Wilhelm Leibl était reconnue pendant des décennies comme le plus important ouvrage de référence au sujet de ce fameux peintre. Il fut publié en 1906, environ six ans après le décès de Leibl. Il décrit la vie et l'œuvre de Leibl et parle de son amitié avec Johann Sperl et également avec Julius Mayr.
Ses nombreuses randonnées en montagne conduisaient Julius Mayr non seulement à en rendre compte lors de ses conférences et dans des essais. Il s’en inspira également pour écrire des récits historiques. Une partie seulement de ses œuvres a été publiée dans l’édition-sélection « Auf stillen Pfaden » (sur des chemins tranquilles) (1924). Il publia la plupart de ces récits dans diverses revues et journaux ainsi que dans les bulletins d'information du Club alpin. Lors de ses descriptions il se livrait à des images lyriques, souvent avec une pointe de romantisme. Avec amour et humour il évoquait le caractère des uns et des autres. Écrivant subtilement à la fois en allemand littéraire, en langue parlée et en dialecte bavarois stylisé, il enrichissait et illustrait dans ses écrits les faits sobres de cette période et de son parcours personnel par de profondes connaissances historiques et culturelles accompagnées de réflexions d’un vrai humaniste. Sa référence est souvent Goethe, par exemple Faust ou le West-östlicher Divan.
Julius Mayr montre son talent lyrique dans une série de poèmes. Il a écrit également une pièce de théâtre – inédite – sous le titre Sigbot von Falkenstein. Utilisant de manière créative les sources historiques, il retrace la fin tragique du dernier représentant des puissants comptes de Falkenstein dans la deuxième moitié du XIIIe siècle. Ses langages, le rythme et les motifs utilisés sont inspirés visiblement des modèles classiques comme Schiller (Guillaume Tell, Les Piccolomini) et Goethe (Gretchentragödie (de)).

### Critique
Dans son journal Julius Mayr critique de manière virulente l’empereur Guillaume II d'Allemagne et certaines cliques de noblesse de l’ère guillaumienne. Dès 1905 il voit l’avènement de la première guerre mondiale à l'horizon. Au début des années 1930 il se tourne de manière très engagée contre les agissements hypocrites, démagogiques et terroristes des nazis. À partir de 1934 il croit pouvoir prédire qu’un holocauste se produira. Dans la dernière scène de Sigbot von Falkenstein il fait par ailleurs allusion aux incendies volontaires, au meurtre et à la terreur qui régnaient pendant son époque.
Du 27 février au 9 mai 2014, un hommage a été rendu à Julius Mayr à travers une exposition aux archives municipales de la ville de Rosenheim.

## Œuvres
- Wilhelm Leibl. Sein Leben und sein Schaffen, Cassirer, Berlin 1906 ; 2e édition, 1914 ; 3e édition, 1919 ; 2e édition, éditions F. Bruckmann, Munich, 1935.
- Auf stillen Pfaden. Wanderbilder aus Heimat und Fremde, éditions alpines Rudolf Rother, Munich, 1924.

## Sources
- Legs de Julius Mayr aux archives municipales de la ville de Rosenheim
- Helmut Papst : Brannenburger Notizen (legs de Helmut Papst entre les mains de madame Schannagl, Brannenburg)
- Chronique de la famille Steinbeis (archives de la famille Steinbeis, Brannenburg)
- Annuaires de la ville de Rosenheim pour les années 1890, 1893 et 1896 (à consulter dans les archives municipales)
- Grandes archives d’État de Bavière, Munich : fichiers du ministère royal de l’Intérieur : (M Inn 60879) Dr Julius Mayr
- Archives d’État, Munich, en particulier fichiers du tribunal d’instance de Rosenheim, fichiers concernant le legs du Dr Julius Mayr, médecin de district retraité à Degerndorf ; archives d’État de Landshut, gouvernement de Basse-Bavière, chambre des affaires intérieures, n° du dossier A 2011, fichiers du gouvernement royal de Basse-Bavière, chambre des affaires intérieures, Mayr Dr Julius.